# Світова класика бейсболу 2009
Світова класика бейсболу 2009, (англ. World Baseball Classic, WBC) — другий розіграш бейсбольного турніру між національними збірними країн з участю гравців Вищої ліги бейсболу. Пройшов з 5 по 23 березня 2009 року на стадіонах міст Токіо (Японія), Сан-Хуан (Пуерто-Рико), Мехіко (Мексика), Торонто (Канада), Маямі, Лос-Анджелес і Сан-Дієго (США). Турнір організовувала Вища ліга бейсболу з дозволу Міжнародної федерації бейсболу (IBAF). Чемпіоном Світової класики вдруге стала збірна Японії, обігравши у фінальному матчі збірну Кореї – 5-3 у додатковому інінґу.

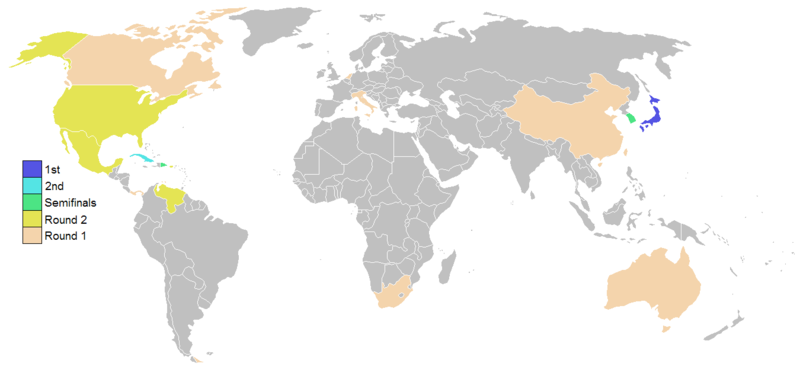
Мапа збірних-учасників турніру

## Формат
На відміну від Світової класики 2006 року, де перші два раунди в групах проходили за круговою системою і це призводило до того, що іноді доля команди вирішувалася кількістю ранів, у цьому розіграші групова стадія турніру відбувалася у форматі «вибування після двох поразок». За цим форматом розклад матчів у групі починаючи з 2-го туру формується в залежності від результатів зіграних матчів. Після двох матчів 1-го туру, у 2-му турі грають між собою переможці та команди, що зазнали поразок. Команда, яка зазнала поразки і у другому матчі, вибуває з турніру. Тоді відбувається матч між командами, які на цей час мають по одній перемозі і поразці. Переможець цього матчу виходить у наступний раунд і в останньому матчі групи грає з командою, яка виграла перші два своїх матчі. Цей матч вирішував, яким буде «посів» команд у наступному раунді.
У першому раунді Світової класики 16 команд грали в чотирьох групах,  дві кращі команди з кожної групи виходили до другого раунду. Команди з груп А і B утворювали Групу 1 у другому раунді, а команди з груп C і D – Групу 2. Очки зароблені в першому раунді в другому не враховувалися. Дві перші команди обох груп виходили у заключну плей-офф стадію. У півфіналах переможці груп грали з другою командою протилежної групи (на відміну від формату 2006 року).
Такий формат дозволяв уникнути на груповій стадії підрахунку додаткових показників (наприклад, співвідношення ранів до зіграних інінґів на подачі) для визначення кращої команди при однаковому балансі перемог/поразок. З іншої сторони, це передбачало можливість, що команди можуть зіграти двічі між собою в рамках однієї групи і чотири рази в рамках групового турніру. Саме так сталося зі збірними Японії і Кореї, які зіграли між собою 5 матчів протягом Світової класики (враховуючи фінал).

### Додаткові правила гри
Як і 2006 року, на Світовій класиці 2009 було запроваджено кілька правил, що відрізнялися від діючих правил гри ВЛБ і IBAF. Зокрема, знову (але з деякими змінами максимальної кількості) обмежувалася кількість виконаних подач в одному матчі для пітчера – 70 (було 65) у матчах першого раунду, 85 (було 80) у матчах другого раунду і 100 (було 90) в матчах фінального раунду. Пітчеру дозволялося перевищити цей ліміт лише у випадку, коли максимальна кількість досягнута, проте бетер-суперник все ще перебуває на відбиванні. Після того, як бетер вибитий або став ранером, пітчер повинен бути замінений. Якщо пітчер в одному матчі виконав більш як 30 подач, він не мав права подавати наступного дня. Якщо ж одному матчі він виконав більше ніж 50 подач, він не мав грати як пітчер протягом чотирьох наступних днів.
У матчах першого та другого раундів діяло правило «милосердя», за яким матч припинявся якщо одна команда перемагає з відривом у 15 ранів після 5 інінґів або у 10 ранів після 7 інінґів. В усіх матчах застосовувалося правило визначеного хітера.
Протягом турніру арбітри могли використовувати під час матчів відеоповтори, які були запроваджені у ВЛБ 2008 року. Відеоповтори використовувались, щоб допомогти арбітрам ухвалити рішення лише у визначених ситуаціях стосовно фіксування хоум-рана.
Також діяла альтернативна версія правила додаткових інінґів, яке діяло в IBAF. Якщо після дванадцятого інінґа рахунок і далі був нічийним, кожна наступна половина інінґа починалась з ранерами на першій і другій базі.

### Розподіл на групи
Для другого в історії турніру Світової бейсбольної класики організатори збірні збірні команди тих самих країн, що грали на першому турінірі, — які на їхню думку, є «найсильнішими бейсбольними збірними і забезпечують, щоб на змаганні було всесвітнє представництво». Кваліфікаційні змагання не проводилися. Розподіл на групи зроблено на розсуд організаторів з урахуванням «географічного та змагального балансу».
| Група A           | Група B   | Група C   | Група D                  |
| ----------------- | --------- | --------- | ------------------------ |
| КНР               | Австралія | Канада    | Домініканська Республіка |
| Китайський Тайбей | Мексика   | Італія    | Нідерланди               |
| Японія            | ПАР       | США       | Панама                   |
| Південна Корея    | Куба      | Венесуела | Пуерто-Рико              |

## Склади команд
Кожна збірна учасник повинна була надати склад команди з 28 гравців, у якому мало бути не менше 13 пітчерів і двох кетчерів.

## Стадіони
Для проведення матчів турніру було залучено 7 стадіонів.
| Група A          | Група B          | Група C          | Група D                |
| ---------------- | ---------------- | ---------------- | ---------------------- |
| Токіо (Японія)   | Мехіко (Мексика) | Торонто (Канада) | Сан-Хуан (Пуерто-Рико) |
| Токіо Доум       | Форо Соль        | Роджерс Центр    | Hiram Bithorn Stadium  |
| Місткість: 42000 | Місткість: 26000 | Місткість: 49539 | Місткість: 18264       |
|                  |                  |                  |                        |

| Група 1           | Група 2           | Півфінали і фінал  |
| ----------------- | ----------------- | ------------------ |
| Сан-Дієго (США)   | Маямі (США)       | Лос-Анджелес (США) |
| Петко Парк        | Долфін Стедіум    | Доджер Стедіум     |
| Місткість: 42,685 | Місткість: 38,560 | Місткість: 56,000  |
|                   |                   |                    |

## Перший раунд

### Група A
|                |       |                  |                   |           |                |    |            |         |
| Дата           | Час   | Місце проведення |                   | Результат |                | Ін | Тривалість | Глядачі |
| 5 березня 2009 | 18:30 | Токіо Доум       | КНР               | 0:4       | Японія         |    | 2:55       | 43428   |
| 6 березня 2009 | 18:30 | Токіо Доум       | Китайський Тайбей | 0:9       | Південна Корея |    | 2:48       | 12704   |
| 7 березня 2009 | 12:30 | Токіо Доум       | Китайський Тайбей | 1:4       | КНР            |    | 2:51       | 12890   |
| 7 березня 2009 | 18:00 | Токіо Доум       | Японія            | 14:2      | Південна Корея | 7  | 2:48       | 45640   |
| 8 березня 2009 | 18:30 | Токіо Доум       | КНР               | 0:14      | Південна Корея | 7  | 2:13       | 12571   |
| 9 березня 2009 | 18:00 | Токіо Доум       | Південна Корея    | 1:0       | Японія         |    | 3:02       | 42879   |

| Вийшли у другий раунд |                |
| М                     | Команда        |
| 1                     | Південна Корея |
| 2                     | Японія         |

### Група B
|                 |       |                  |           |           |           |    |            |         |
| Дата            | Час   | Місце проведення |           | Результат |           | Ін | Тривалість | Глядачі |
| 8 березня 2009  | 12:00 | Форо Соль        | ПАР       | 1:8       | Куба      |    | 2:37       | 11270   |
| 8 березня 2009  | 19:00 | Форо Соль        | Австралія | 17:7      | Мексика   | 8  | 3:43       | 20821   |
| 9 березня 2009  | 20:00 | Форо Соль        | Мексика   | 14:3      | ПАР       |    | 3:33       | 10311   |
| 10 березня 2009 | 20:00 | Форо Соль        | Куба      | 5:4       | Австралія |    | 3:29       | 13396   |
| 11 березня 2009 | 20:00 | Форо Соль        | Мексика   | 16:1      | Австралія | 6  | 2:31       | 16718   |
| 12 березня 2009 | 19:00 | Форо Соль        | Мексика   | 4:16      | Куба      |    | 3:33       | 20149   |

| Вийшли у другий раунд |         |
| М                     | Команда |
| 1                     | Куба    |
| 2                     | Мексика |

### Група C
|                 |       |                  |           |           |           |    |            |         |
| Дата            | Час   | Місце проведення |           | Результат |           | Ін | Тривалість | Глядачі |
| 7 березня 2009  | 14:00 | Роджерс Центр    | Канада    | 5:6       | США       |    | 2:55       | 42314   |
| 7 березня 2009  | 20:00 | Роджерс Центр    | Італія    | 0:7       | Венесуела |    | 3:00       | 13272   |
| 8 березня 2009  | 20:00 | Роджерс Центр    | США       | 15:6      | Венесуела |    | 3:39       | 13094   |
| 9 березня 2009  | 18:30 | Роджерс Центр    | Італія    | 6:2       | Канада    |    | 3:36       | 12411   |
| 10 березня 2009 | 17:00 | Роджерс Центр    | Італія    | 1:10      | Венесуела |    | 3:04       | 10450   |
| 11 березня 2009 | 18:30 | Роджерс Центр    | Венесуела | 5:3       | США       |    | 3:08       | 12358   |

| Вийшли у другий раунд |           |
| М                     | Команда   |
| 1                     | Венесуела |
| 2                     | США       |

### Група D
|                 |       |                       |                          |           |                          |    |            |         |
| Дата            | Час   | Місце проведення      |                          | Результат |                          | Ін | Тривалість | Глядачі |
| 7 березня 2009  | 12:00 | Hiram Bithorn Stadium | Нідерланди               | 3:2       | Домініканська Республіка |    | 3:01       | 9335    |
| 7 березня 2009  | 18:00 | Hiram Bithorn Stadium | Панама                   | 0:7       | Пуерто-Рико              |    | 2:57       | 17348   |
| 8 березня 2009  | 16:30 | Hiram Bithorn Stadium | Панама                   | 0:9       | Домініканська Республіка |    | 2:46       | 9221    |
| 9 березня 2009  | 18:30 | Hiram Bithorn Stadium | Нідерланди               | 1:3       | Пуерто-Рико              |    | 3:11       | 19479   |
| 10 березня 2009 | 18:30 | Hiram Bithorn Stadium | Домініканська Республіка | 1:2       | Нідерланди               | 11 | 3:38       | 11814   |
| 11 березня 2009 | 17:30 | Hiram Bithorn Stadium | Нідерланди               | 0:5       | Пуерто-Рико              |    | 2:55       | 19501   |

| Вийшли у другий раунд |             |
| М                     | Команда     |
| 1                     | Пуерто-Рико |
| 2                     | Нідерланди  |

## Другий раунд

### Група 1
|                 |       |                  |         |           |                |    |            |         |
| Дата            | Час   | Місце проведення |         | Результат |                | Ін | Тривалість | Глядачі |
| 15 березня 2009 | 13:00 | Петко Парк       | Японія  | 6:0       | Куба           |    | 3:33       | 20179   |
| 15 березня 2009 | 20:00 | Петко Парк       | Мексика | 2:8       | Південна Корея |    | 3:43       | 22337   |
| 16 березня 2009 | 20:00 | Петко Парк       | Куба    | 7:4       | Мексика        |    | 3:09       | 9329    |
| 17 березня 2009 | 20:00 | Петко Парк       | Японія  | 1:4       | Південна Корея |    | 3:21       | 15322   |
| 18 березня 2009 | 20:00 | Петко Парк       | Японія  | 5:0       | Куба           |    | 3:26       | 9774    |
| 19 березня 2009 | 18:00 | Петко Парк       | Японія  | 6:2       | Південна Корея |    | 3:42       | 14832   |

| Вийшли у півфінал |                |
| М                 | Команда        |
| 1                 | Японія         |
| 2                 | Південна Корея |

### Група 2
|                 |       |                  |             |           |             |    |            |         |
| Дата            | Час   | Місце проведення |             | Результат |             | Ін | Тривалість | Глядачі |
| 14 березня 2009 | 13:00 | Долфін Стедіум   | Нідерланди  | 1:3       | Венесуела   |    | 2:22       | 17345   |
| 14 березня 2009 | 20:00 | Долфін Стедіум   | США         | 1:11      | Пуерто-Рико | 7  | 2:15       | 30595   |
| 15 березня 2009 | 19:30 | Долфін Стедіум   | Нідерланди  | 3:9       | США         |    | 3:14       | 11059   |
| 16 березня 2009 | 20:00 | Долфін Стедіум   | Венесуела   | 2:0       | Пуерто-Рико |    | 3:23       | 25599   |
| 17 березня 2009 | 19:00 | Долфін Стедіум   | Пуерто-Рико | 5:6       | США         |    | 3:54       | 13224   |
| 18 березня 2009 | 19:00 | Долфін Стедіум   | США         | 6:10      | Венесуела   |    | 3:32       | 16575   |

| Вийшли у другий раунд |           |
| М                     | Команда   |
| 1                     | Венесуела |
| 2                     | США       |

## Фінальний раунд

### Півфінали
|                 |       |                  |                |           |           |    |            |         |
| Дата            | Час   | Місце проведення |                | Результат |           | Ін | Тривалість | Глядачі |
| 21 березня 2009 | 18:00 | Доджер Стедіум   | Південна Корея | 10:2      | Венесуела |    | 3:22       | 43378   |
| 22 березня 2009 | 17:00 | Доджер Стедіум   | США            | 4:9       | Японія    |    | 3:15       | 43630   |

### Фінал
|                 |       |                  |        |           |                |    |            |         |
| Дата            | Час   | Місце проведення |        | Результат |                | Ін | Тривалість | Глядачі |
| 23 березня 2009 | 18:00 | Доджер Стедіум   | Японія | 5:3       | Південна Корея | 10 | 4:00       | 54846   |

## MVP і Збірна кращих гравців
Найціннішим гравцем (MVP) турніру був визнаний пітчер збірної Японії Дайсуке Мацузака.
Найкращі гравці за позиціями:
| Позиція | Гравець          |
| ------- | ---------------- |
| К       | Іван Родрігес    |
| 1Б      | Кім Те-ґюн       |
| 2Б      | Хосе Лопес       |
| 3Б      | Лі Бум-хо        |
| ШС      | Джиммі Роллінс   |
| АФ      | Норічіка Аокі    |
| АФ      | Фредерік Сепеда  |
| АФ      | Йоеніс Сеспедес  |
| ВХ      | Кім Х'ян-су      |
| П       | Бон Джун-ґин     |
| П       | Дайсуке Мацузака |
| П       | Хісаші Івакума   |